# Urazowo (obwód biełgorodzki)
Urazowo (ros. Уразово) – osiedle typu miejskiego w Rosji, w obwodzie biełgorodzkim, w rejonie wałujskim. Według danych z 2020 roku zamieszkiwane przez 6750 osób.